# Palais du Prince
Le palais du Prince (en danois : Prinsens Palæ) est un palais urbain et ancienne résidence royale situé dans le centre de Copenhague, capitale du Danemark, par le canal de Frederiksholm. Il abrite aujourd'hui le musée national du Danemark (en danois : Nationalmuseet).

## Histoire
Le bâtiment principal fut construit par l'architecte danois et bâtisseur de cour Nicolai Eigtved en 1743-1744 comme résidence du prince héritier Frédéric, futur roi Frédéric V, et son épouse, Louise de Grande-Bretagne. Le palais fut reconstruit et restauré en 1766-1768 et sa grande salle fut un temps l'atelier des peintres Jens Juel et Nicolai Abraham Abildgaard jusqu'à ce qu'il soit repris par la Cour suprême du Danemark, dont les bâtiments furent détruits lors de l'incendie du palais de Christiansborg en 1794. Le palais fut repris par l'État danois en 1849, après quoi le bâtiment fut utilisé pour diverses fins, y compris les collections du musée qui aboutirent à l'ouverture du musée national en 1892.

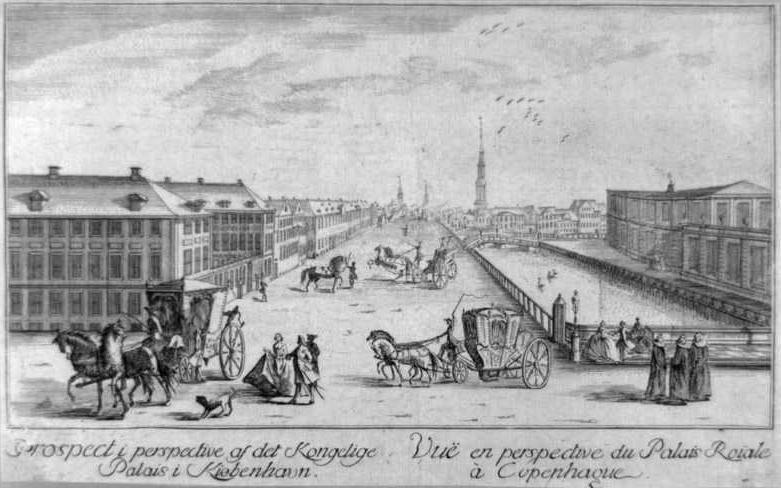
Le palais du Prince en 1745, par Barthélemy de La Rocque
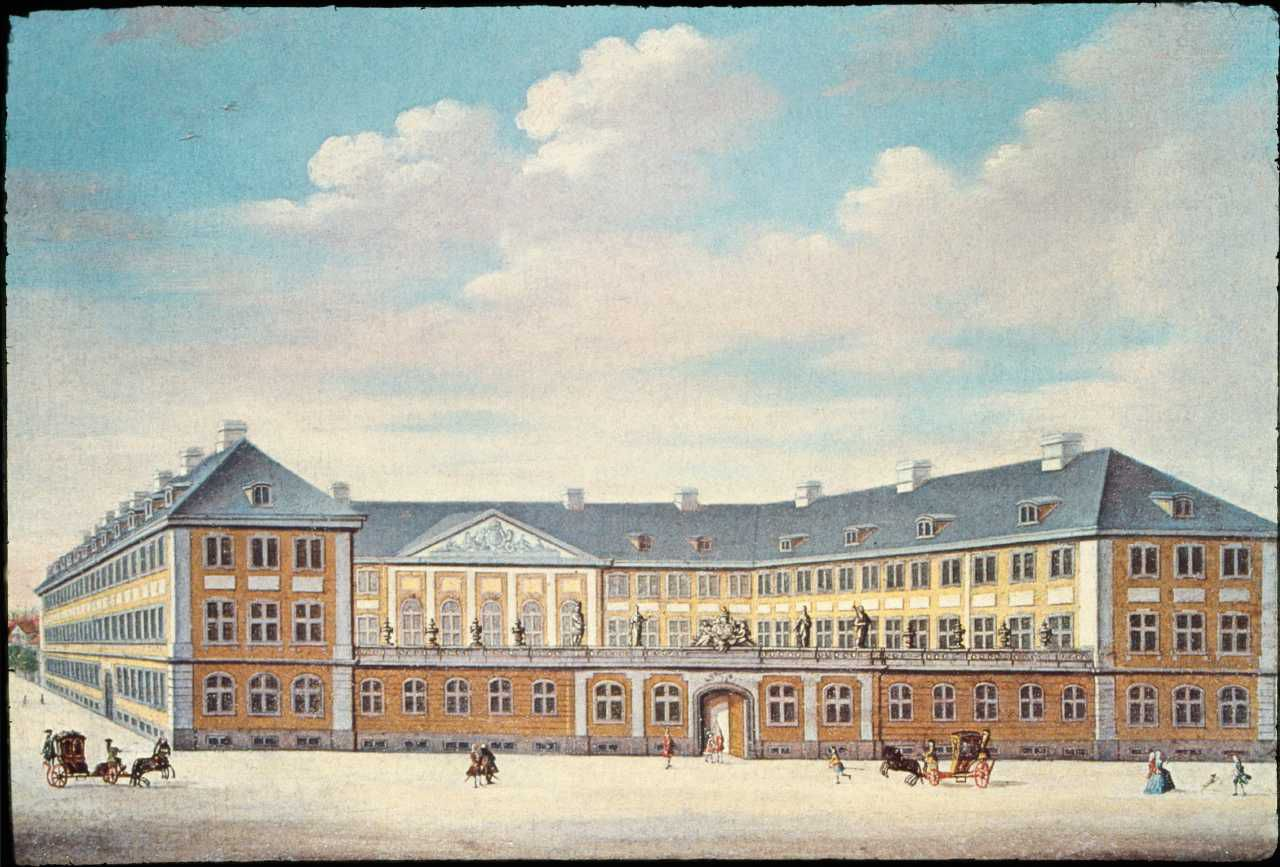
Le palais du Prince en 1757, par Rach et Eegberg

## Architecture

### Architecture extérieure
C'est l'une des plus anciennes demeures rococo du Danemark en style français avec une aile de porte basse avec des balustrades face au canal et au palais de Christiansborg, derrière laquelle se trouve une cour d'honneur fermée de quatre côtés. Le jardin derrière le bâtiment principal, qui fut aménagé par Eigtved en jardin à la française, disparut lors de l'agrandissement du musée en 1932.

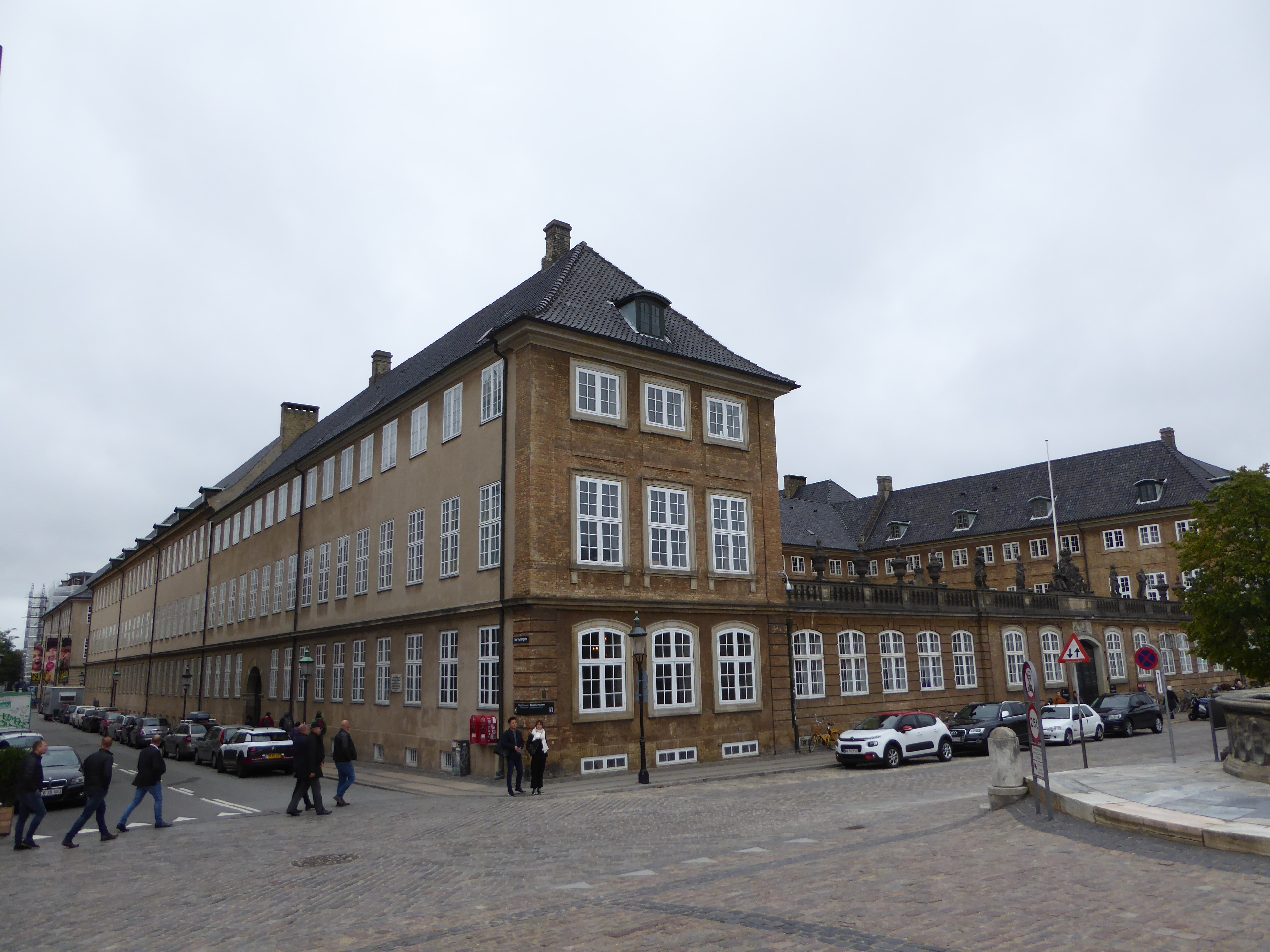
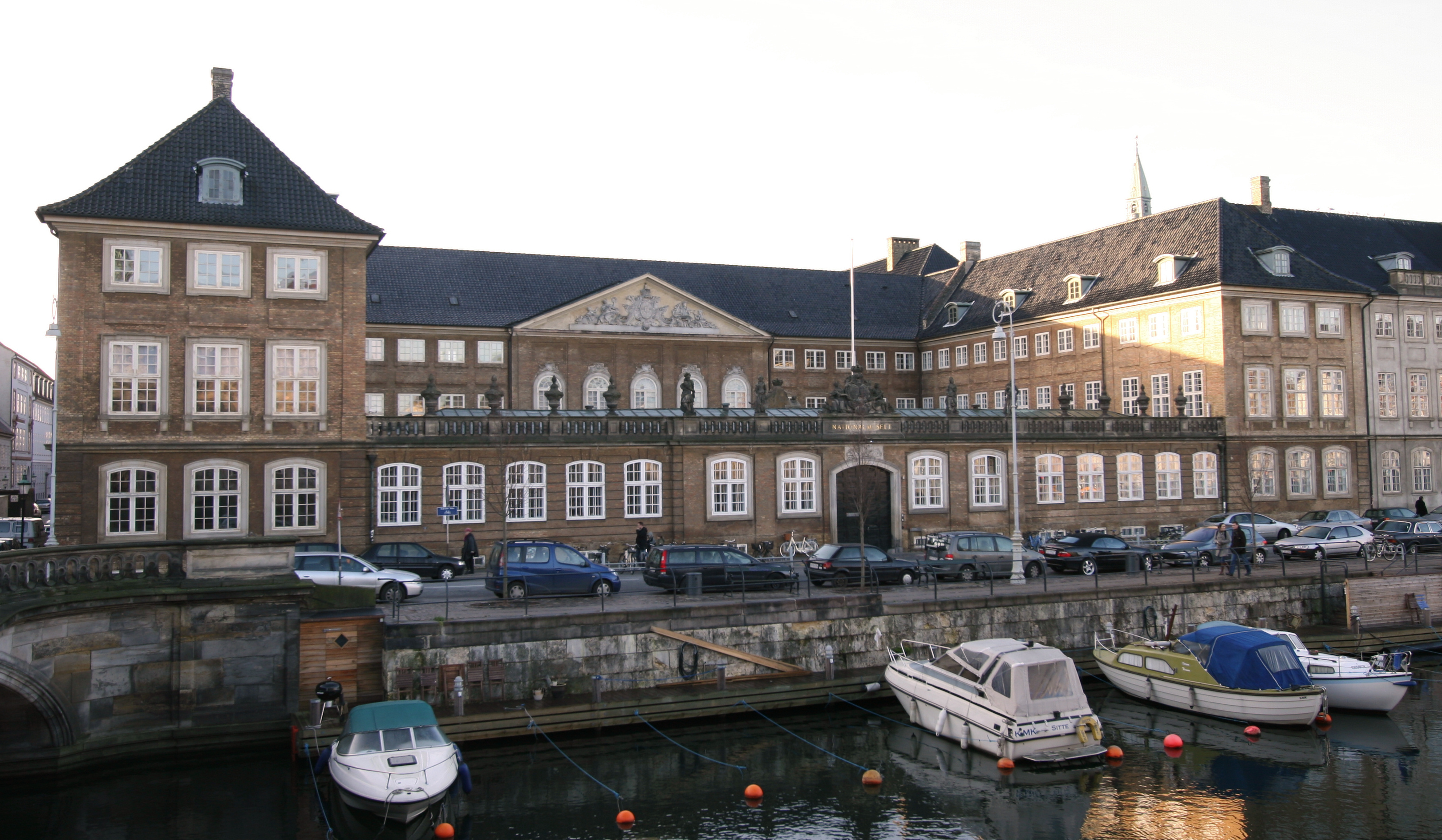
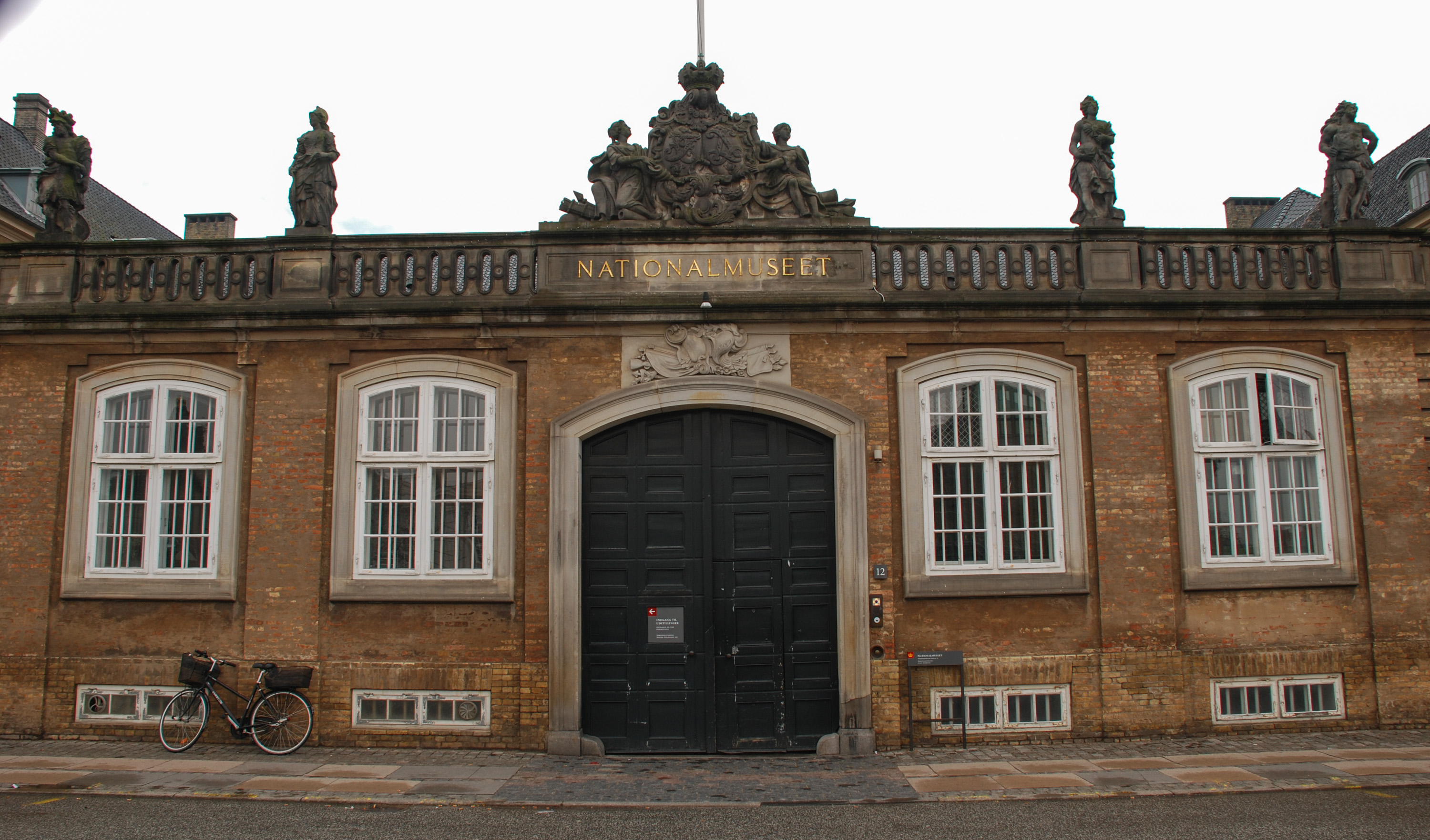
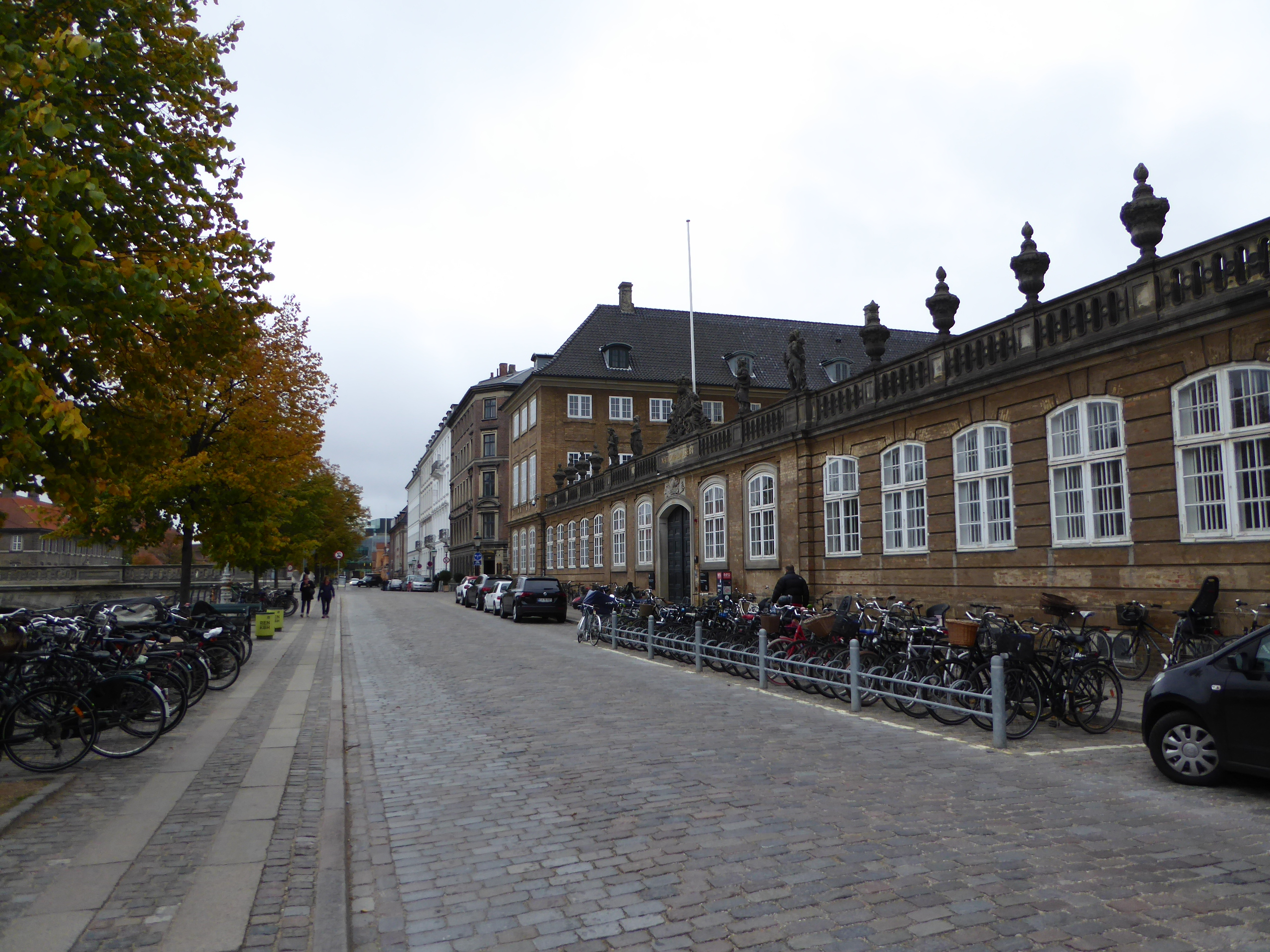

### Architecture intérieure
L'art intérieur original d'Eigtved est encore visible à plusieurs endroits du bâtiment principal.

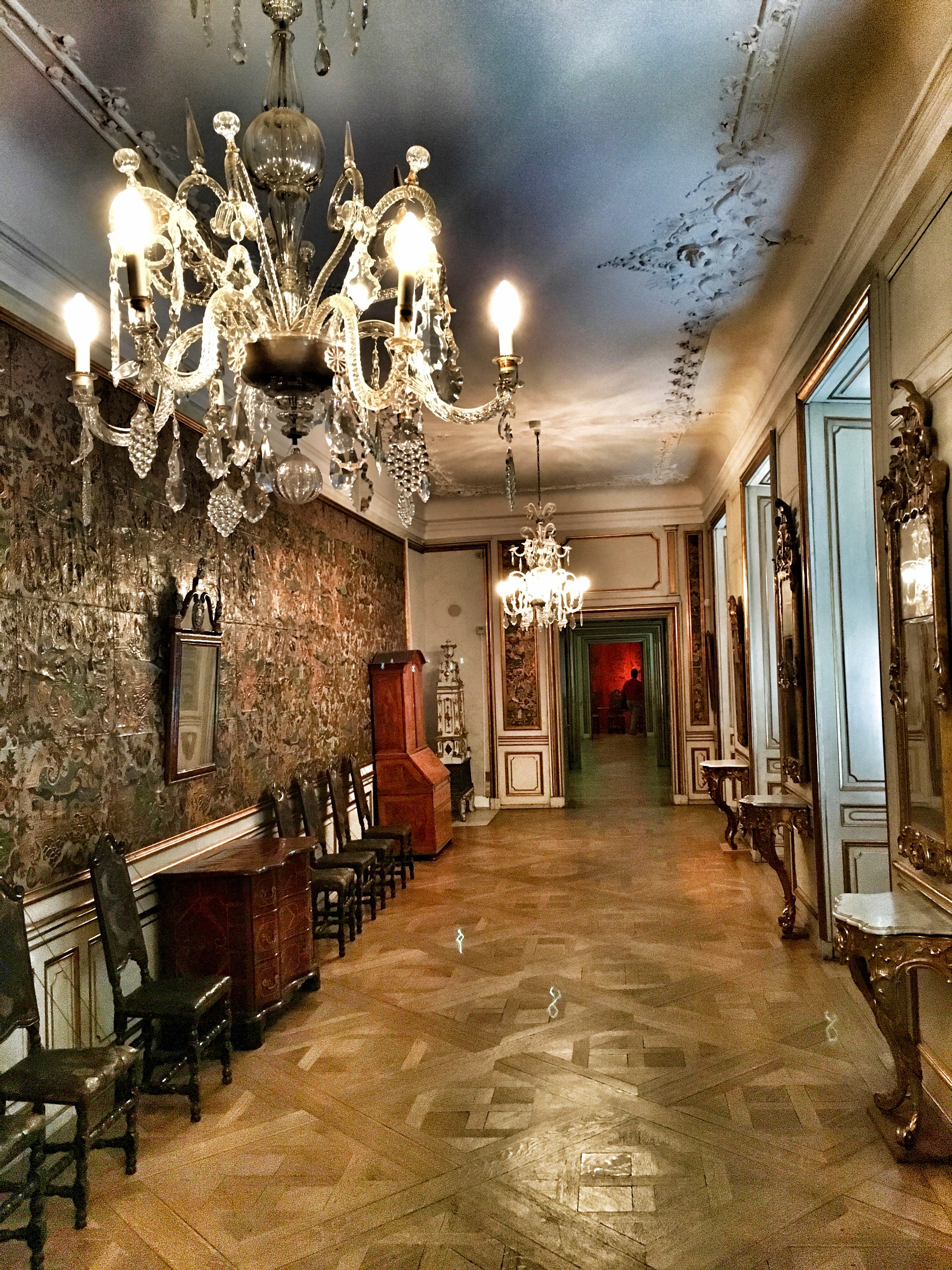
La galerie du palais du Prince